# Indrāni
Indrāni est un pagasts de Lettonie. C'est une des deux unités administratives de la municipalité de Lubāna, l'autre étant la ville de Lubāna.